# الجبل (السدة)

تعديل مصدري - تعديل

الجبل هي إحدى قرى عزلة الأعماس بمديرية السدة التابعة لمحافظة إب، بلغ تعداد سكانها 222 نسمة حسب تعداد اليمن لعام 2004.